# Pathfinder (banda)
Pathfinder é uma banda de Power Metal e Symphonic Metal da Polônia.

## Biografia
A banda surgiu na Polônia. Formada no ano de 2006 por Arkadiusz E. Ruth e Karol Mania.
Em 2007 a banda estava completa e começou um intenso treino. Neste ano juntaram-se à banda Gunsen, Simon Kostro, Kamil Ruth e Slavomir Belak.
Com a line-up formada, em 2008 a banda lançou independentemente sua primeira demo tape intitulada The Beginning contendo quatro faixas, que recebeu excelentes reviews pelo mundo e fazendo com que a banda fosse saudada por muitos críticos e revisores como a esperança do Symphonic Metal. The Beginning teve algumas milhares de cópias vendidas em forma física e em MP3 atráves da internet. Isso fez com que a banda começasse a pensar em gravar seu álbum de estreia.
O sucesso de The Beginning também resultou em 2009 numa tour com o ex-vocalista de Iron Maiden Paul Di'Anno, e com a banda norueguesa Thunderbolt. Esta tour trouxe bastante notoriedade para a banda e fez com que Pathfinder fosse reconhecida como uma banda polonesa de destaque. Esta tour foi uma grande conquista para a banda, visto que, a mesma ainda não possuía um álbum completo neste período.
O ano de 2009 ainda trouxe uma excelente colaboração do produtor e engenheiro de som Mariusz Pietka do estúdio "MP Studio" em Częstochowa, onde a banda decidiu trabalhar em seu álbum de estreia. Foi criado especialmente para as gravações um coro chamado Moonlight, que carrega consigo uma forte marca de toda a produção. Nas gravações esteve presente a cantora de ópera Agata Lejba-Migdalska, que acompanhou a banda desde seu início. A banda convidou algumas estrelas do mundo do metal para participarem do álbum como: Roberto Tiranti, Bob Katsionis e Matias Kupiainen de Stratovarius.
Em 2012, a banda apresenta seu segundo trabalho de estúdio, "Fifth Element". O power metal que consagrou a banda está presente com incríveis melodias. A banda se prepara para entrar em turnê para divulgação do albúm.

## Membros

### Formação atual
- Przemyslaw Uliczka (vocalista)
- Arkadiusz E. Ruth (baixo)
- Karol Mania (guitarra)
- Kamil Ruth (bateria)
- Gunsen (guitarra)
- Slavomir Belak (teclados)

### Ex-integrantes
- Kamil Ruth (bateria)
- Slawek Belak (teclados)
- Simon Kostro (vocalista)

## Discografia

### Demos
- The Beginning (demo) (2008)

### Álbuns de estúdio
- Beyond The Space, Beyond The Time  (2010)
- Fifth Element  (2012)

## Videoclipes
- "The Lord Of Wolves" (2011)
- "Ready to Die Between Stars" (2013)
- "Fifth Element" (2017)